# Strojovna
Strojovna je specializovaný prostor, který je určen pro provoz strojů s omezeným přístupem nepovolaných osob.
Může se jednat o jednu a více místností, pokud se jedná o stroje stacionární, nebo se jedná o menší specializovaný prostor, který je částí nějakého velkého dopravního prostředku – obvykle plavidla nebo vozidla (např. ponorky, lokomotivy, parníku apod.).

## Hlavní účel
- omezit přístup nepovolaných osob tak, aby nemohlo dojít k jejich poranění pohyblivými částmi stroje nebo k jejich úrazu elektrickým proudem
- zamezit možnosti nechtěného či úmyslného poškození stroje
- omezit hlučnost a prašnost
- zabránit šíření případného požáru stroje
- oddělit obsluhu stroje od cestujících či od zbytku posádky

## Domovní strojovny
S domovními strojovnami se lze setkat zejména u výtahů a dalších osobních zdvihadel všech typů, dále u velkých ventilačních zařízení apod.